# ییتزهاک آراد
ییتزهاک آراد (به عبری: יצחק ארד)؛ زادهٔ ۱۱ نوامبر ۱۹۲۶ و درگذشته در ۶ مه ۲۰۲۱، با نام ییتزهاک رودنیکی، تاریخ‌نگار اسرائیلی، عضو بازنشسته ارتش اسرائیل، پارتیزان شوروی سابق، و مدیر ید وشم از ۱۹۷۲ تا ۱۹۹۳ بود. تخصص او تاریخ‌نگاری هولوکاست بود.
او از دانشگاه نیکلاس کوپرنیک در ترونی مدرک افتخاری دکترا دریافت کرد.
در دسامبر ۱۹۴۵، آراد بدون اجازه همراه با هانا سزنش با قایق هاپالا به فلسطین مهاجرت کرد. آراد در کارنامه نظامی خود در ارتش اسرائیل به درجه سرتیپی رسید و در سمت مدیر ارشد آموزش منصوب شد. وی در سال ۱۹۷۲از ارتش بازنشسته شد.